# 气象信息
《气象信息》是由中国气象局及国家卫星气象中心制作，中国中央电视台首播的一档天气服务节目，主要提供气象卫星云图与分析信息，每期时长为5分钟，1988年7月1日15:55在中国教育电视台开播。1990年7月1日在中国中央电视台第一套节目正式播出，播出时间为每天13:10，后改为每天15:55播出。2001年7月9日起在中国中央电视台第七套节目每天17:55增加重播，2005年9月12日起撤出央视一套，2006年6月26日因CCTV-7军事节目改版而停播，后改版为《沃野天机》（今《农业气象》）。